# Esper (Blade Runner)
 (juin 2014).
Pour les articles homonymes, voir Esper.
L'Esper ou E.S.P.E.R est un outil fictif dans le film Blade Runner.
Il s'agit d'un ordinateur à refroidissement cryogénique qui est capable de grossir en haute résolution les moindres détails d'une image tirée d'une photographie ou d'une vidéo et cela en trois dimensions. Les inspecteurs de police peuvent ainsi effectuer des recherches dans un endroit sans y avoir été. Il permet aussi de tirer des agrandissements sur papiers afin d'en faire des preuves. Il est doté d'un système de commandes vocales très perfectionné.
Dans les spinners de la police et l'appartement de Rick Deckard se trouvent de petits modèles qui peuvent être connectés à un ordinateur principal situé dans les locaux de la police.

## Anecdote
En janvier 1995, une revue de la NASA offrait la description d'une machine ressemblant à l'Esper nommée « Omniview ».